# Flagge Australiens

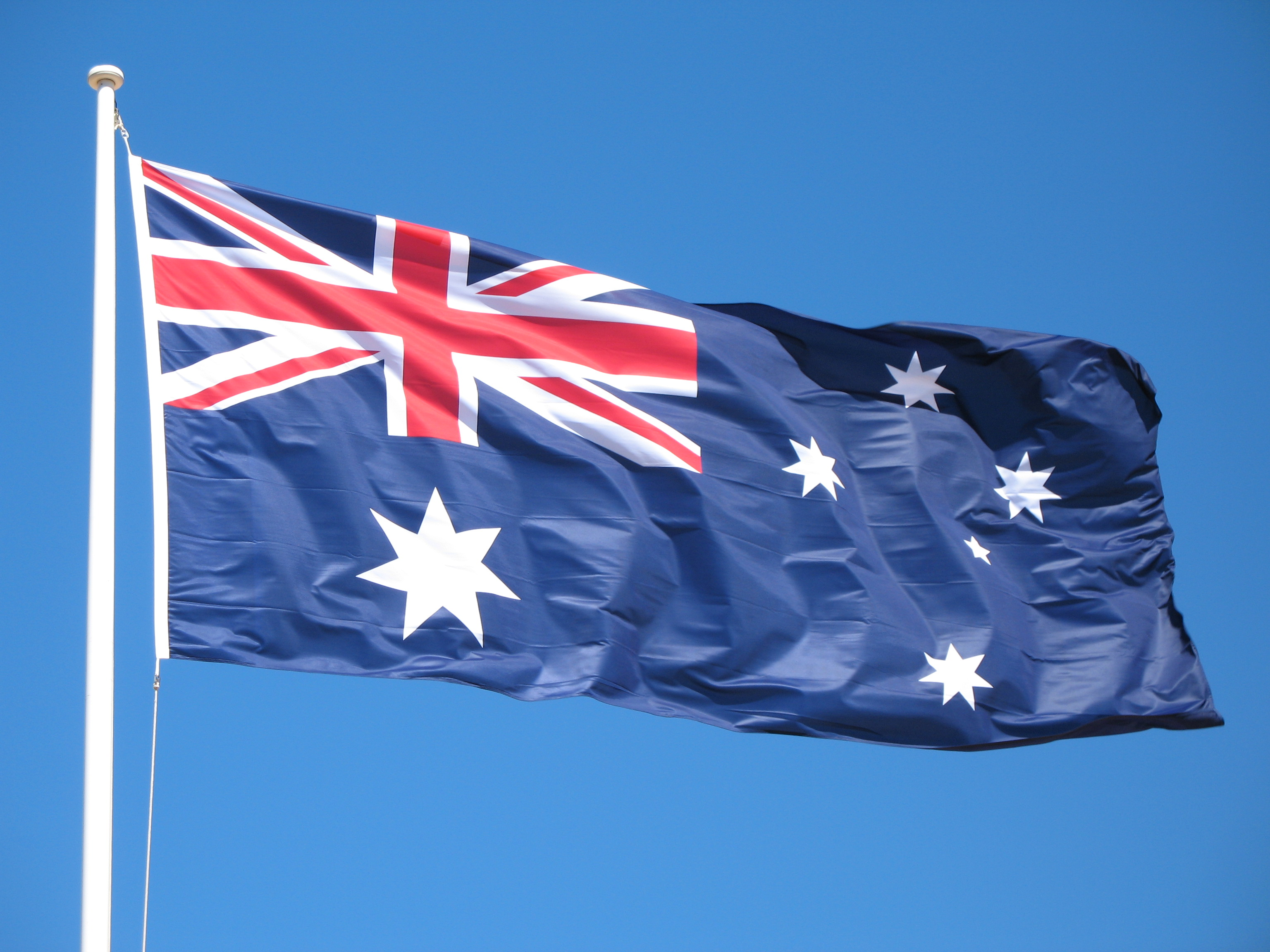
Nationalflagge Australiens

Eine auf der britischen Blue Ensign basierende Variante wurde am 22. Mai 1909 zur offiziellen Nationalflagge Australiens erklärt.

## Beschreibung

Aufbau der australischen Nationalflagge (englisch)

Die australische Nationalflagge basiert auf der Blue Ensign und kann in drei Elemente eingeteilt werden:
- Die australische Nationalflagge trägt den Spitznamen Kreuz des Südens, das linke obere Eck trägt den Union Jack, die Nationalflagge des Vereinigten Königreichs Großbritannien und Nordirland, dessen Kolonie Australien bis 1901 war und an das es weiterhin durch seine Mitgliedschaft im Commonwealth lose gebunden ist.
- Links – unter dem Union Jack – steht ein großer weißer, siebenstrahliger Stern, der Commonwealth Star genannt wird. Sechs Strahlen stehen für die sechs Bundesstaaten Australiens, der siebte für die sogenannten Territorien.
- Die rechte Hälfte der Flagge zeigt eine Anordnung von fünf weiteren weißen, unterschiedlich großen Sternen, die das Sternbild Kreuz des Südens repräsentieren. Einer davon ist fünf-, die übrigen vier siebenstrahlig.

Farben
|         | Blau       | Weiß        | Rot         |
| ------- | ---------- | ----------- | ----------- |
| RGB     | 0-0-139    | 255-255-255 | 255-0-0     |
| hex     | #00008B    | #FFFFFF     | #FF0000     |
| CMYK    | 100.80.0.0 | 0.0.0.0     | 0.100.100.0 |
| Pantone | 280 C      | "safe"      | 185 C       |

## Geschichte

Die National Colonial Flag (1823/24)
Das genaue Aussehen ist ungeklärt

Der erste aufgezeichnete Versuch, eine „nationale“ Flagge für Australien einzuführen, stammt aus 1822 und 1823 und geht auf die beiden Kapitäne John Nicholson und John Bingle zurück. Die Flagge – bekannt unter der Bezeichnung National Colonial Flag – bestand aus einem weißen Tuch mit rotem Georgskreuz, welches an jedem Ende einen weißen Stern trug, die für das Kreuz des Südens stehen sollen. Einige Zeit später wurde ein fünfter Stern hinzugenommen, um die Kolonien Australiens zu repräsentieren. Bingle war außer sich und schrieb in seinen Memoiren aus dem Jahre 1881:

“anyone adding another star to symbolise another colony was moved by ‘American Notions’ and had not comprehended the original intention, which was simply to represent ‘the emblem of our Hemisphere the great Southern Cross’.”

„Derjenige, der einen weiteren Stern für eine weitere Kolonie hinzugefügt hat, war von dem ‚Amerikanischen Gedanken‘ bewegt und hatte die ursprüngliche Intention nicht verstanden, welche schlicht das Emblem unserer Hemisphäre zeigte, das Kreuz des Südens.“

Die New South Wales Ensign später auch Australian Federation Flag (1831) entwickelte sich zur ersten, noch inoffiziellen, gesamtaustralischen Flagge

Das korrekte Aussehen der National Colonial Flag ist umstritten. Diskutiert werden Versionen, die auf der White Ensign (Georgskreuz mit dem Union Jack im Obereck) basieren und Sterne mit fünf oder acht Zacken aufweisen. Unbestritten ist, dass ab diesem Zeitpunkt die Sterne, Symbol für das Kreuz des Südens, die weitere australische Flaggensymbolik beherrschten.
1831 schlug Kapitän John Nicholson für New South Wales eine Flagge zur See vor, die New South Wales Ensign. Diese Flagge wurde zunehmend populärer und gewann in Australien als föderales Symbol an Bedeutung. Die Föderationsbewegung, mit Gruppen wie der Australian Natives Association und der Australian Federation League hatten in den 1880er und 1890er Jahren ihren Aufschwung, und setzten diese Flagge ein. Das Motto der besagten Liga war:
one people, one destiny, one flag (Ein Volk, ein Schicksal, eine Fahne)
Die New South Wales Ensign wird deshalb auch als Australian Federation Flag oder Australian Ensign bezeichnet und stellt für viele die erste echte australische Flagge dar. Auch diese gab es in zahlreichen ähnlichen Varianten mit vier, fünf oder sechs Sternen, die wiederum aus fünf bis acht Zacken bestanden.

Die Flagge der Anti Transportation League (1851) war der heutigen schon ziemlich ähnlich

Die Eureka Stockade Flagge (1854)

Inzwischen wurde die Sternsymbolik in vielen anderen Flaggen in der Geschichte Australiens geführt. 1851 bildete sich die Anti Transportation League, die sich gegen den weiteren Zutransport von Verurteilten nach Australien und Neuseeland wehrte. Die fünf goldfarbenen Sterne des Kreuzes des Südens standen gleichzeitig für die Kolonialen Siedlungen in Tasmanien, Victoria, New South Wales, South Australia und Neuseeland. Auf dem weißen Rand standen Name und Gründungsjahr der Liga sowie der Name der Kolonie. Die Flagge der Anti Transportation League hatte sehr große Ähnlichkeit mit der heutigen Nationalflagge und ihr Einfluss ist auf der aktuellen Flagge Victorias zu sehen.
Eine weitere wichtige Flagge in der Flaggenhistorie Australiens war die so genannte Eureka Stockade Flagge. Sie wehte 1854 über der Eureka Stockade, dem Lager einiger Goldminenarbeiter in Ballarat, Victoria. Diese Bergleute – vereint unter der Führung Peter Lalors – setzten sich für die Freilassung gefangener Landsleute, allgemeine Wahlen, geheime Abstimmungen und viele andere Reformen ein. Ihre Flagge wehte nur vom 29. November bis zum 3. Dezember, bevor die Polizei das Lager gewaltsam auflöste. Diese blau-weiße Flagge mit Sternen befindet sich heutzutage im Museum Eureka Stockade Center in Ballarat.

Flaggenvorschlag (1901): Sechszackiger Commonwealth Star und 5-, 6-, 7-, 8- und 9-zackige Sterne im Kreuz des Südens

Am 1. Januar 1901 – dem Gründungstag des Commonwealth of Australia – hatte der Staat immer noch keine offizielle Flagge. Die Australier suchten daher durch die Schaffung einer neuen Flagge eine eigene Identität, ohne die Loyalität zur britischen Krone zu verleugnen. Bereits 1900 rief der Evening Herald und später im Oktober der Review of Reviews Australasia – beides Zeitschriften aus Melbourne – zu einem prämierten Flaggenwettbewerb auf. Am 29. April 1901 folgte schließlich ein von der Regierung ausgerufener Wettbewerb, bei dessen Auswertung die Einsendungen an den Review of Reviews Australasia mitberücksichtigt wurden. Das Preisgeld stieg durch den Einsatz der Regierung und der Havelock Tobacco Company von £50 auf £200, was für damalige Verhältnisse einen beträchtlichen Betrag darstellte. Der Wettbewerb verfehlte seine Wirkung nicht und es wurden 32.823 Entwürfe eingeschickt. Es war von vornherein klar, dass es auf eine Flagge hinauslaufen würde, die den Union Jack und das Kreuz des Südens beinhaltet. Andersartigen Flaggen wurden kaum Siegchancen eingeräumt. Neben dieser Symbolik beinhalteten viele Entwürfe Motive aus der einheimischen Tierwelt. Zu den ungewöhnlichsten Designs zählten ein Känguru, das durch das Kreuz des Südens springt, Cricket-spielende australische Tiere, ein sechsschwänziges Känguru für die sechs australischen Bundesstaaten und ein korpulentes Känguru, welches mit einer Pistole auf das Kreuz des Südens zielt.
Die Gewinnsumme teilten sich schließlich fünf Teilnehmer, deren Vorschläge sich sehr ähnelten und nur in Details voneinander abwichen. Ausgewählt wurde eine dunkelblaue Flagge mit Union Jack (Blue Ensign) mit einem großen Commonwealth-Stern und fünf kleineren als Sternbild des Kreuz des Südens angeordneten Sternen. Diese Siegerflagge war somit fast gleich der heutigen und unterscheidet sich von dieser lediglich in zwei Punkten: Der große Hauptstern (Commonwealth Star) bestand noch aus 6 Zacken und die Sterne des Kreuzes des Südens hatten ursprünglich zunehmend fünf bis neun Zacken, um der scheinbaren Helligkeit innerhalb des Sternbildes Rechnung zu tragen. Diese Flagge wurde erstmals am 3. September 1901 am Royal Exhibition Building in Melbourne gehisst.

Zwischen 1903 und 1909 gültige Version der Nationalflagge Australiens mit sechszackigem Commonwealth Star

Über den Flaggenvorschlag wurde allerdings nie im Australischen Parlament debattiert. Edmund Barton, der erste Premierminister Australiens favorisierte die „Australian Ensign“ und schickte diese zusammen mit einer vereinfachten Version der Flagge des Wettbewerbes zur Auswahl an den König Eduard VII. Erst am 20. Januar 1903 konnte die Regierung die Nachricht vermelden, dass Edward VII. den Wettbewerbsvorschlag als offizielle Flagge genehmigte. Am 2. Juni 1904 verabschiedete das Australische Parlament eine Resolution zur Führung der Flagge und gab ihr damit den gleichen Status wie die Unionsflagge im Vereinigten Königreich.
Es gab zwei Versionen der Flagge: rot für die Handelsschiffe (Commonwealth red ensign) und blau für anderen Gebrauch (Commonwealth blue ensign), was zu einigen Verwirrungen in der Flaggenführung führte. Am 14. Februar 1954 genehmigte Elisabeth II. den Flags Act (Cwth, 1953). In Abschnitt 3 wird die Commonwealth Blue Ensign als die Nationalflagge bestätigt.
Der Commonwealth Star wurde am 22. Mai 1909 um einen Zacken ergänzt, der für die beiden Territorien steht. Die Nationalflagge Australiens gehört neben der Nationalflagge Jordaniens zu den beiden einzigen Nationalflaggen, die einen siebenzackigen Stern tragen.

## Flaggen zu See
Hauptartikel: Australian White Ensign

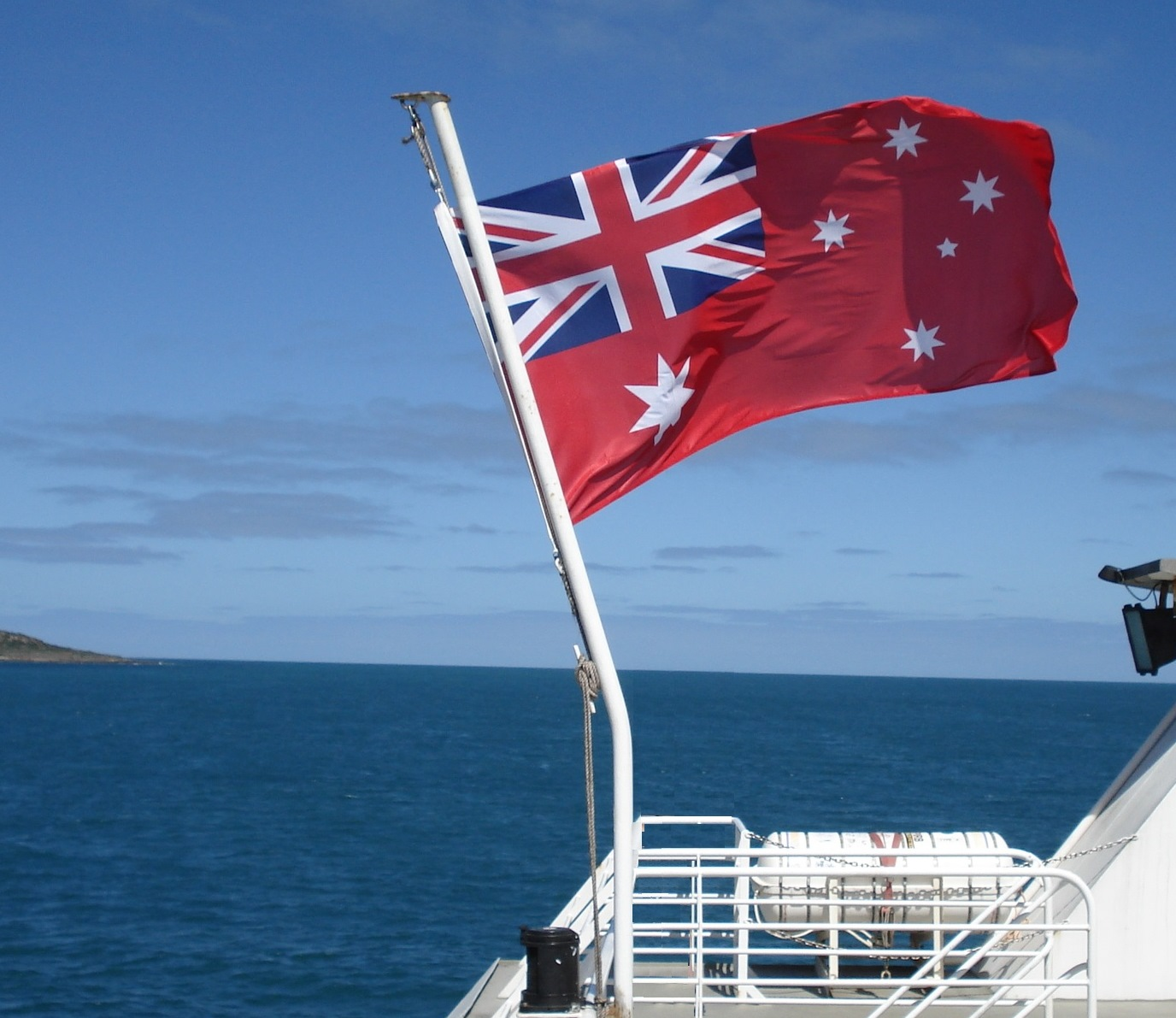
Handelsflagge Australiens

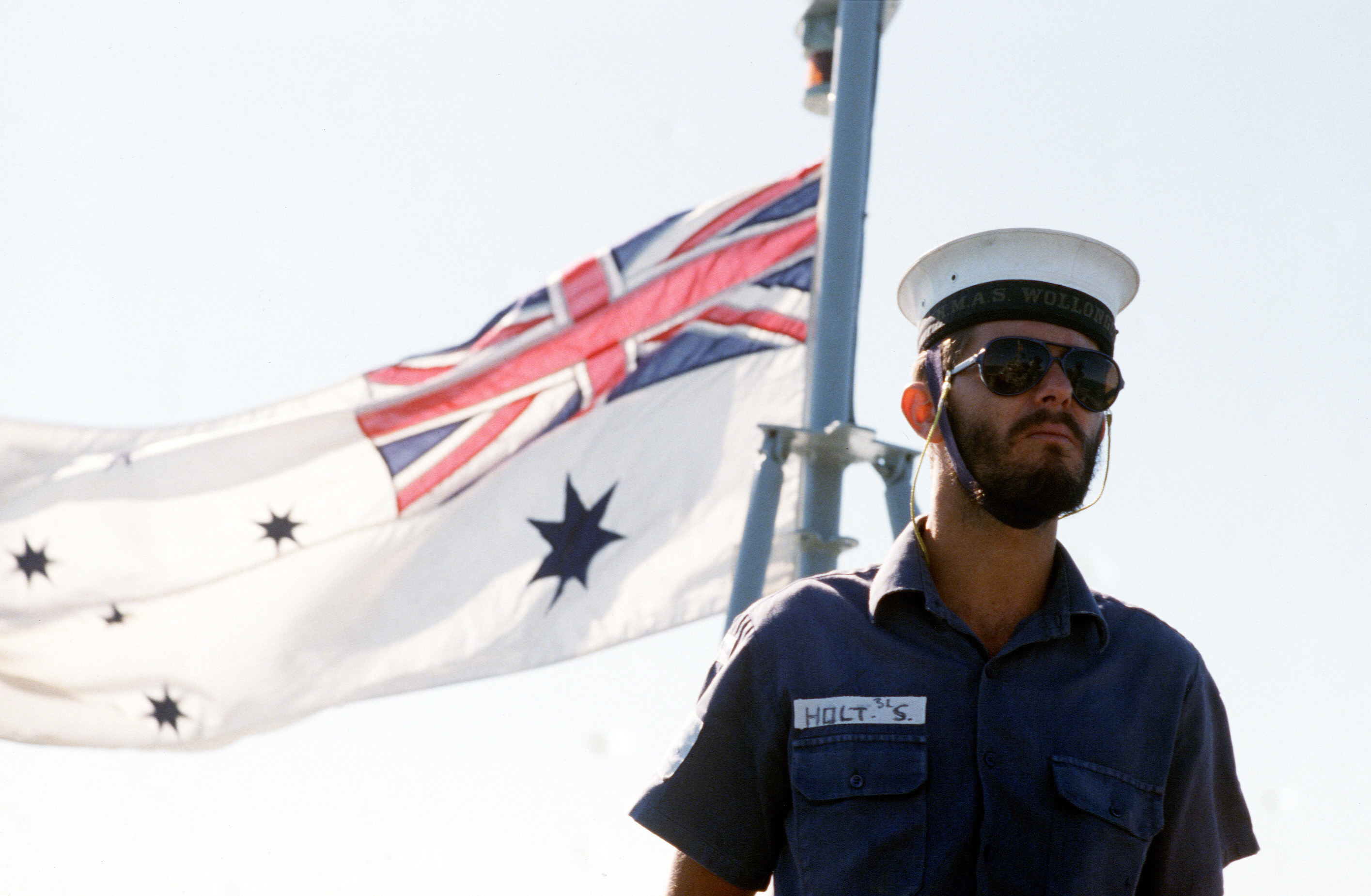
Seekriegsflagge Australiens

Australien benutzt das britische Flaggensystem mit den verschiedenen Ensigns (White Ensign, Red Ensign und Blue Ensign). Die Australian White Ensign wird seit 1967 von der Royal Australian Navy verwendet. Davor benutzten australische Kriegsschiffe die britische White Ensign. Für die zivile Führung zur See ist die australische Red Ensign vorgesehen. Sie ist für registrierte Schiffe über 24 Meter Pflicht. Kleinere Schiffe und unregistrierte, die über ein entsprechendes Zertifikat verfügen, dürfen zwischen der Blue und Red Ensign wählen. Die Australian Red Ensign ist seit 1904 im Gebrauch. Bis 1953 war die rote Ensign die einzige Flagge, die Privatleute auch an Land verwenden durften. Erst mit dem 1953 Flags Act durften auch nicht staatliche Personen die blaue Ensign benutzen und die Verwendung der roten Ensign wurde auf die See beschränkt.

Handelsflagge (Australian Red Ensign)
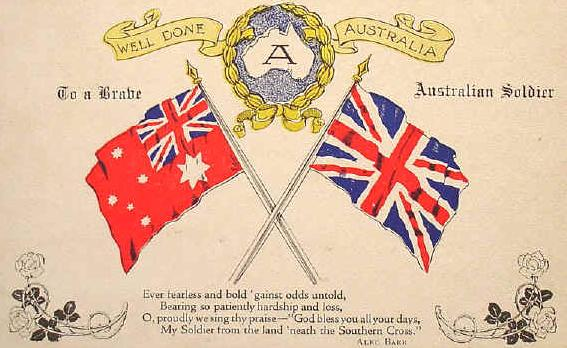
Red Ensign auf einer Postkarte
Seekriegsflagge (Australian White Ensign)
Seekriegsflagge, bis 1967 im Gebrauch der Royal Australian Navy

## Australiens Flaggenfrage

Umfrage zur Flaggenfrage. Die Daten basieren auf einer Umfrage der Organisation Ausflag

Das Verhältnis der australischen Bevölkerung zu ihrer Nationalflagge ist zweigeteilt. Während die eine Seite unbedingt an der jetzigen Flagge festhalten will, plädiert die Gegenseite für eine neue Flagge ohne Union Jack.

### Argumente für die Beibehaltung
Aufgrund des wachsenden öffentlichen Interesses bezüglich neuer Flaggenentwürfe wurde von den Befürwortern der bisherigen Flagge die Australian National Flag Association gegründet, um alle Versuche eines Flaggenwechsels zu unterbinden.
Die Befürworter der bisherigen Flagge argumentieren:
- Die Flagge repräsentiert einheitlich und ausdrücklich Australien und seinen Status als ein unabhängiges Commonwealth Realm. Die Unionsflagge steht für Australiens geschichtliche Wurzeln, seine Mitgliedschaft im Commonwealth of Nations, sowie die parlamentarische Demokratie nach dem Vorbild Westminsters und dem Common Law, welches in Australien praktiziert wird. Der Commonwealth Star symbolisiert die sechs Bundesstaaten und Australiens Territorien. Das Kreuz des Südens steht für Australiens Lage in der südlichen Hemisphäre und ist seit Urzeiten den Aborigines des Landes bekannt und spielt in deren zahlreichen traditionellen Legenden eine Rolle.
- Die Flagge stellt keine Unterordnung des Landes zu Großbritannien dar: Die Fidschi-Inseln sind eine Republik und haben seither am Union Jack im Obereck festgehalten; ebenso die zu den Vereinigten Staaten gehörenden Hawaii-Inseln, obwohl sie nie eine Kolonie Großbritanniens waren.
- Die Flagge ist ein sehr verbreitetes und populäres Symbol und wird von der australischen Bevölkerung unabhängig von ihrer Ethnie und Herkunft gezeigt. Keine alternative Flagge, wie beispielsweise das Boxing Kangaroo, konnte diesen Status erreichen.
- Die Flagge ist stark mit der Geschichte Australiens verbunden und ist daher von historischer Bedeutung. Sie enthält Elemente früherer Flaggen, wie beispielsweise jene der Anti-Transportation League.
- Die Flagge wurde von den Streitkräften verwendet. Dies zu ignorieren, würde eine Beleidigung der 102.000 Toten bedeuten, die unter dieser Flagge im Krieg gefallen sind.
- Die Flagge wurde von der australischen Bevölkerung erstellt und durch einen öffentlichen Wettbewerb ausgewählt.

### Argumente für einen Wechsel
Die Gegenseite wird geleitet durch die Organisation namens Ausflag. Die Organisation favorisiert nicht einen speziellen Flaggenentwurf, sondern unterstützt mehrere Flaggenwettbewerbe, die zu einer alternativen Flagge führen sollen.
Die Gegner der bisherigen Flagge argumentieren:
- Die Flagge ist nicht kennzeichnend, wie das bei Nationalflaggen anderer Länder der Fall ist. Insbesondere ist sie schwer von einigen anderen Flaggen zu unterscheiden, die auf einer Blue Ensign basieren, vor allem von der Flagge Neuseelands und der Flagge Victorias.

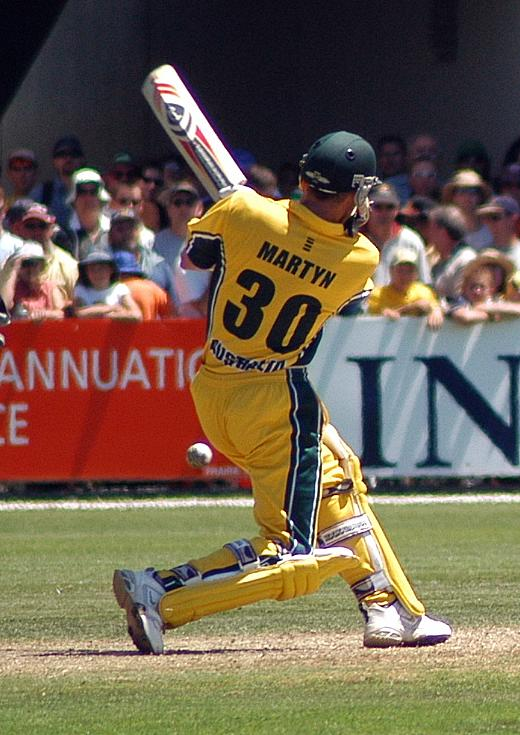
Cricketspieler im Nationaltrikot: Grün und Gold sind die offiziellen Farben Australiens

- Die Flagge betont nicht Australiens Status als unabhängige Nation. Die Unionsflagge im Obereck suggeriert, dass Australien eine Britische Kolonie oder ein abhängiges Gebiet sei. Neuseeland, die Fidschi-Inseln und Tuvalu sind die einzigen anderen unabhängigen Staaten in der Welt, die die Unionsflagge in ihren Flaggen zeigen. Andere Commonwealth-Nationen, deren Flagge einst – wie Kanada – den Union Jack trugen, haben sie inzwischen gewechselt, ohne dass sie zur Republik wurden. Die Farben Rot, Weiß und Blau sind weder Australiens offizielle (Grün und Gold) noch ihre heraldischen Farben (Blau und Gold).
- Nur das britische Erbe darstellend, ist die Flagge anachronistisch und spiegelt nicht die Veränderung zu einer multikulturellen und pluralistischen Gesellschaft wider. Insbesondere geht sie nicht auf die Einheimischen Australiens ein; viele von ihnen betrachten die Unionsflagge als eine Erinnerung an koloniale Unterdrückung und Enteignung.
- Die Flagge war historisch nicht das vorrangige Staatssymbol. Die meiste Zeit seit der Gründung des Bundes wehte die Flagge neben der Unionsflagge. Die Anzahl der Zacken hat sich seit 1901 geändert, und die aktuelle blaue Version wurde vor 1954 nicht offiziell als Nationalflagge angenommen. Zuvor herrschte Konfusion, ob die rote oder die blaue Version bevorzugt werden sollte, wobei die rote oft als Gewinner hervorging.
- Behauptungen, dass die Australier „unter dieser Flagge gekämpft und gestorben“ seien, sind falsch, da während der meisten Kriege, an denen Australien beteiligt war, unter der Red Ensign und der britischen Unionsflagge gekämpft wurde.

## Subnationale Flaggen

### Flaggen der australischen Bundesstaaten und Territorien
Siehe auch: Flaggen und Wappen der australischen Bundesstaaten und Territorien
Die Flaggen der australischen Bundesstaaten sind stets gleich aufgebaut: Auf einer Blue Ensign wird ein Emblem gezeigt, das meist aus dem Colony Badge, dem Erkennungszeichen der Kolonie, hervorging. Dem gegenüber stehen die Flaggen der beiden australischen Territorien, die sich in ihrem Aufbau ähneln und jüngeren Datums sind.
| Flagge                                  | Lage                                               | Beschreibung |
| --------------------------------------- | -------------------------------------------------- | --- |
| Flagge des Australian Capital Territory | Lage des Territoriums Australian Capital Territory | Die Flagge des Australian Capital Territory wurde durch jene des Northern Territory inspiriert. Abgebildet sind in Gold das leicht modifizierte Stadtwappen von Canberra und in Blau das Sternbild Kreuz des Südens.         |
| Flagge von New South Wales              | Lage des Bundesstaates New South Wales             | Das Emblem der Flagge von New South Wales zeigt das Georgskreuz mit dem aquitanischen Löwen umgeben von vier achtzackigen Sternen. Eine nähere Bedeutung ist nicht bekannt.                                                  |
| Flagge des Northern Territory           | Lage des Territoriums Northern Territory           | Die Flagge des Northern Territory unterscheidet sich von den üblichen Blue Ensign-Motiven. Im ockerfarbenen Feld ist die landestypische Pflanze Sturt's Desert Rose abgebildet, im schwarzen Feld das Kreuz des Südens.      |
| Flagge von Queensland                   | Lage des Bundesstaates Queensland                  | Das Emblem der Flagge von Queensland zeigt ein blaues Malteserkreuz und eine Krone, die auf den Status des Gouverneurs als Repräsentant des britischen Monarchen hinweist.                                                   |
| Flagge von South Australia              | Lage des Bundesstaates South Australia             | Auf der Flagge von South Australia ist ein gelbes Emblem mit einem einheimischen Vogel, dem Flötenvogel, abgebildet. |
| Flagge von Tasmania                     | Lage des Bundesstaates Tasmania                    | Die Flagge von Tasmanien trägt ein Emblem mit einem roten heraldischen Löwen, der möglicherweise einen Bezug zu England herstellt.                                                                                           |
| Flagge von Victoria                     | Lage des Bundesstaates Victoria                    | Die Krone über dem Kreuz des Südens auf der Flagge von Victoria verweist auf den Status des Gouverneurs als Repräsentant des britischen Monarchen. Die Flagge gilt als richtungweisend in der Flaggengeschichte Australiens. |
| Flagge von Western Australia            | Lage des Bundesstaates Western Australia           | Der auf der Flagge von Western Australia abgebildete Schwarzschwan war bereits in den 1830er Jahren das Symbol der Kolonie Swan River Settlement am Swan River.                                                              |

### Außengebiete Australiens
Die Flagge der Norfolkinsel ist seit dem 17. Januar 1980 das offizielle Symbol der Insel. Die Kokosinseln nahmen ihre Flagge offiziell am 6. April 2004 an. Seit 2002 hat die Flagge der Weihnachtsinsel einen offiziellen Status. Keinen offiziellen Status hat die im November 1998 entworfene Flagge der Lord-Howe-Insel. Auch die anderen Außengebiete haben keine eigene offizielle Flagge, sondern verwenden nur die Nationalflagge Australiens.

Flagge der Kokosinseln
Flagge der Norfolkinsel
Flagge der Weihnachtsinsel
Inoffizielle Flagge der Lord-Howe-Insel

### Kommunale Flaggen
Auch die unteren Verwaltungsebenen in Australien verfügen über eigene Flaggen. Hier einige Beispiele.

Brisbane

## Flaggen der Urbevölkerung
1995 wurden offiziell die Flagge der Aborigines und die Flagge der Torres-Strait-Insulaner als „Flaggen Australiens“ eingeführt. Sie haben in Erweiterungen zum Australian Flag Act 1953 offizielle Anerkennung erhalten.

Flagge der Aborigines
Flagge der Torres-Strait-Insulaner

## Weitere Flaggen Australiens
Als Staatsoberhaupt von Australien hatte Königin Elisabeth II. – bis zu ihrem Tod 2022 – eine eigene Flagge, wenn sie in Australien weilte. Der General-Gouverneur – Vertreter der britischen Monarchen – führt eine Flagge, die dem üblichen Design für britische Gouverneursflaggen entspricht. Royal Australian Air Force und die Grenzkontrolle führen eigene Ensigns mit dem Union Jack in der Gösch.

Flagge von Königin Elisabeth II. in Australien (1962–2022)
Flagge des General-Gouverneurs
Flagge der Royal Australian Air Force
Flagge der Australian Border Force (Australische Grenzkontrollbehörde)
Sportflagge Boxing kangaroo